# It’s Always the Innocent Ones
It’s Always the Innocent Ones – debiutancki album aktorki Candice Accoli wydany w 2007 roku.

## Lista utworów
1. „Our break up song” - 3:03
2. „Hard to say goodbye” - 3:32
3. „Mercy of love” - 2:47
4. „Perfect tragedy” - 2:50
5. „Some girls” - 3:29
6. „Started” - 3:54
7. „Sweet jealously” - 3:28
8. „Voices carry” - 4:20
9. „Welcome to the real world” - 2:46
10. „Why don't you stay” - 3:17
11. „Yesterday is gone” - 3:00